# Лонг'юганське сільське поселення
Ло́нг'юга́нське сільське поселення (рос. Лонгьюганское сельское поселение) — сільське поселення у складі Надимського району Ямало-Ненецького автономного округу Тюменської області Росії.
Адміністративний центр та єдиний населений пункт — селище Лонг'юган.
Населення сільського поселення становить 1360 осіб (2017; 1521 у 2010, 1474 у 2002).